# Оден, Морис
Морис Оден (фр. Maurice Audin, 14 февраля 1932 — 21 июня 1957) — франко-алжирский математик, член Алжирской коммунистической партии, активный участник антиколониального движения в Алжире. Схвачен французскими парашютистами, подвергнут жестоким пыткам и убит; его тело так и не было найдено. Отец Мишель Оден.
Написанная им до похищения и убийства диссертация была защищена (её представлял Рене де Поссель) перед комиссией, состоявшей из Лорана Шварца, Жана Фавара и Жака Диксмье, и Морису Одену была присвоена научная степень.
13 сентября 2018 года президент Франции Эмманюэль Макрон объявил об официальном признании вины французского государства в гибели Одена.